# Maria Gambarjan
Maria Stepani Gambarjan (armenisch Մարիա Ստեփանի Ղամբարյան; russisch Мария Степановна Гамбарян; * 1. Oktober 1925 in Jerewan) ist eine sowjetische bzw. russische Pianistin und Hochschullehrerin armenischer Herkunft.

## Leben
Gambarjan kam 1937 in die Zentrale Musikschule Moskau und absolvierte die Ausbildung in der Klasse von Abram Schazkes (Abschluss 1944). Darauf studierte sie am Moskauer Konservatorium bei Konstantin Igumnow mit Abschluss 1948. Es folgte dort die dreijährige Aspirantur bei Heinrich Neuhaus und Lew Oborin (Igumnow war 1948 verstorben).
Darauf wurde Gambarjan nach bestandenem Wettbewerb Solistin der Leningrader Staatlichen Philharmonie. Viele Konzerte gab sie nicht nur in der UdSSR, sondern auch im westlichen und östlichen Ausland.
Ab 1956 lehrte Gambarjan am Leningrader Konservatorium. Sie kehrte 1960 nach Moskau zurück und führte im Gnessin-Institut für Musikpädagogik die Klavier-Klasse.
Gambarjans Repertoire deckte die gesamte Musikentwicklung von Bach über Chopin, Debussy bis Prokofjew ab. In Moskau spielte sie erstmals Stücke von Arthur Honegger und Olivier Messiaen. Sie bearbeitete Kammermusik-Werke von Komitas Vardapet für Klavier und spielte sie in ihren Konzerten ebenso wie Werke anderer armenischer Komponisten.
In Spanien leitete Gambarjan 1991 eine Meisterklasse. Sie ist Professorin am Gnessin-Institut und an der Moskauer Staatlichen Universität für Kultur und Kunst sowie Ehrenprofessorin der Prager Karls-Universität. Sie organisierte 2005 die Internationale Klavier-Festival-Meisterklasse, die sie jährlich mit den besten Musikpädagogen Europas und Amerikas durchführt.
Gambarjan war mit dem Dramaturgen Wladimir Wolkenstein (1883–1974) verheiratet. Der Biologe Pjotr Gambarjan war ihr Vetter.

## Ehrungen, Preise
- Verdiente Künstlerin der Armenischen Sozialistischen Sowjetrepublik (1965)
- Verdiente Künstlerin der Russischen Föderation (2005)[4]
- Moses-von-Choren-Medaille (2016)
- Komitas-Gedenkmedaille der Musik-Gesellschaft Armeniens (2016)